# Ecuación de Smoluchowski
La ecuación de Smoluchowski (en honor a Marian Smoluchowski) es un caso especial de la conocida ecuación de Fokker-Planck. En concreto, la ecuación de Smoluchowski es una particularización de la ecuación de Klein-Kramers (que es la ecuación de evolución temporal de la densidad de probabilidad en el espacio de fases del Movimiento_browniano de una partícula inmersa en un potencial) en el límite de un coeficiente de fricción, {\displaystyle \gamma }, grande.

## Ecuación y operador de Smoluchowski

### Ecuación de Smoluchowski
Conocida la estructura de una ecuación de Fokker-Planck monodimensional, 
{\displaystyle {\frac {\partial P(X,t)}{\partial t}}={\mathcal {L}}_{_{FP}}P(X,t)=-{\frac {\partial }{\partial X}}J(X,t),}
{\displaystyle {\mathcal {L}}_{_{FP}}=-{\frac {\partial }{\partial X}}D^{(1)}(X,t)+{\frac {\partial ^{2}}{\partial X^{2}}}D^{(2)}(X,t),}
donde {\displaystyle P(X,t)} es la densidad de probabilidad de la variable estocástica X y J(X,t) la corriente de probabilidad, donde se denota por {\displaystyle {\mathcal {L}}_{_{FP}}}, al operador de Fokker-Planck. Así pues, la ecuación de Smoluchowski es la ecuación que describe el movimiento de una partícula Browniana inmersa en un potencial de interacción {\displaystyle V(X)}:
{\displaystyle D^{(1)}={\frac {1}{m\gamma }}F(x)=-{\frac {1}{m\gamma }}{\frac {\partial }{\partial X}}V(X)}
{\displaystyle D^{(2)}={\frac {k_{B}T}{m\gamma }}}
siendo {\displaystyle F(X)=-V'(X)\equiv \partial _{_{X}}V(X)} la fuerza debida al potencial {\displaystyle V(X)},  {\displaystyle k_{B}} la constante de Boltzmann, m la masa de la partícula y T la temperatura del baño. Con todo ello, se tiene la ecuación de Smoluchowski para la evolución temporal de la densidad de probabilidad P(X,t):
{\displaystyle {\frac {\partial \,P(X,t)}{\partial t}}={\frac {\partial }{\partial X}}\left\{\left({\frac {P(X,t)}{m\gamma }}\right){\frac {\partial \,V(X)}{\partial X}}+{\frac {\partial }{\partial X}}\left[{\frac {k_{B}T}{m}}P(X,t)\right]\right\}}

### Operador de Smoluchowski
En este caso, el operador de Fokker-Planck puede reescribirse con los coeficientes de deriva y difusión {\displaystyle D^{(1)}{\textrm {~y~}}D^{(2)}} mencionados anteriormente, quedando el operador de Smoluchowski:
{\displaystyle {\mathcal {L}}_{_{S}}={\frac {\partial }{\partial X}}\left\{\left({\frac {1}{m\gamma }}\right){\frac {\partial \,V(X)}{\partial X}}+{\frac {\partial }{\partial X}}\left[{\frac {k_{B}T}{m}}\right]\right\}}
La conveniencia de esta notación se refleja en la compresión de las ecuaciones diferenciales de evolución:
{\displaystyle \partial _{t}P(X,t)={\mathcal {L}}_{S}P(X,t)}
Viendo esta ecuación y conociendo las bases del álgebra y análisis de operadores, podemos deducir que la solución formal (aunque poco práctica) de la ecuación de Smoluchowski será de la forma:
{\displaystyle P(X,t)=e^{(t-t_{0})\,{\mathcal {L}}_{_{S}}(X)}P(X_{0},t_{0})=\sum _{n=0}^{\infty }{\frac {(t-t_{0})^{n}{\mathcal {L}}_{_{S}}^{n}}{n!}}\,P(X_{0},t_{0})}
donde se ha usado la definición de exponencial de un operador.

### Ecuación diferencial estocástica asociada
La ecuación de Smoluchowski para la densidad de probabilidad se puede deducir a partir de la ecuación diferencial estocástica para la variable X, que describe un proceso estocástico:
{\displaystyle dX(t)=-{\frac {1}{m\gamma }}{\frac {\partial V(X)}{\partial X}}dt+{\frac {\Gamma (t)}{\gamma }}dt}
donde {\displaystyle \Gamma (t)} es lo que se conoce en términos físicos como una fuerza de Langevin o lo que es lo mismo, un ruido blanco Gaussiano {\displaystyle \delta }-correlacionado:
{\displaystyle \left\langle \Gamma (t)\right\rangle =0}
{\displaystyle \left\langle \Gamma (t)\Gamma (t')\right\rangle =q\delta (t-t')}
siendo q la intensidad del ruido blanco y {\displaystyle \delta } la funcional delta de Dirac, donde:
{\displaystyle q={\frac {2\gamma k_{B}T}{m}}}
Como se ha dicho, esta ecuación diferencial estocástica (EDE) tiene asociada una ecuación de Fokker-Planck (en concreto la de Smoluchowski) que se deduce a partir de la expansión de Kramers-Moyal. No obstante, dicha ecuación de Fokker-Planck no es única, debido a que la derivación de esta depende de la deducción de los coeficientes de deriva y difusión a partir de la ecuación diferencial anterior y dicho proceso no es único debido a la existencia de diferentes interpretaciones de la integral de funciones de variable aleatoria (integral de Ito e integral de Stratonovich), deduciéndose diferentes {\displaystyle D^{(1)}} y {\displaystyle D^{(2)}} para una misma EDE. No obstante, los matemáticos suelen usar la interpretación de Ito y los físicos son más dados a estudiar la interpretación de Stratonovich. El motivo de ello es que la interpretación de Ito requiere una reformulación completa de las reglas de integración, mientras que la de Stratonovich deja invariantes las reglas conocidas de la integral de Riemann.

## Normalización
Se puede comprobar que toda ecuación de Fokker-Planck con coeficientes de deriva y difusión independientes del tiempo, i.e., {\displaystyle D^{(1)}=D^{(1)}(X)} y {\displaystyle D^{(2)}=D^{(2)}(X)} puede transformarse en una ecuación de Smoluchowski, i.e., con coeficiente de difusión constante, 
{\displaystyle {\overline {D}}^{(2)}\equiv D=cte.}
mediante una transformación de coordenadas:
{\displaystyle {\overline {X}}=y(X)}.
En el caso monodimensional, aplicando las reglas de transformaciones de coordenadas a la ecuación de Fokker-PLanck:
{\displaystyle {\overline {D}}^{(1)}=\left({\frac {\partial y}{\partial t}}\right)_{X}+{\frac {\partial y}{\partial X}}D^{(1)}(X)+{\frac {\partial ^{2}y}{\partial X^{2}}}D^{(2)}(X)}
{\displaystyle {\overline {D}}^{(2)}={\frac {\partial y}{\partial X}}{\frac {\partial y}{\partial X}}D^{(2)}(X)}
Como lo que se quiere es que el nuevo coeficiente de difusión sea constante, mediante una transformación independiente del tiempo, se tiene:
{\displaystyle {\overline {D}}^{(2)}\equiv D=\left({\frac {dy}{dx}}\right)^{2}D^{(2)}(X),}
de modo que la transformación queda definida por:
{\displaystyle y(X)=\int _{X_{0}}^{X}{\sqrt {\frac {D}{D^{(2)}(z)}}}\,dz}
En cuyo caso, 
{\displaystyle {\overline {D}}^{(1)}(y)={\sqrt {\frac {D}{D^{(1)}(X)}}}\left(D^{(1)}(X)-{\frac {1}{2}}{\frac {d}{dX}}D^{(2)}\right)}
y por consiguiente, la ecuación de Fokker-Planck transformada a la nueva coordenada y=y(X), será:
{\displaystyle {\frac {\partial {\overline {P}}(y,t)}{\partial t}}=\left\{-{\frac {\partial }{\partial y}}{\overline {D}}^{(1)}(y)+D{\frac {\partial ^{2}}{\partial y^{2}}}\right\}{\overline {P}}(y,t)}
donde, por las reglas de transformación de coordenadas, se conoce que:
{\displaystyle {\overline {P}}(y,t)=\left({\frac {dy}{dX}}\right)^{-1}P(X,t)={\sqrt {\frac {D^{(2)}(X)}{D}}}P(X,t)}
De este modo, el estudio de la ecuación de Smoluchowski juega un papel fundamental en la teoría de procesos estocásticos dado que existe una conexión directa entre los operadores de Fokker-Planck independientes del tiempo y el operador de Smoluchowski. De modo que conociendo las soluciones de la ecuación:
{\displaystyle {\frac {\partial P(X,t)}{\partial t}}=\left\{{\frac {\partial }{\partial X}}{\mathcal {V}}'(X)+D{\frac {\partial ^{2}}{\partial X^{2}}}\right\}P(X,t)=-{\frac {\partial }{\partial X}}J(X,t)}
donde
{\displaystyle {\mathcal {V}}(X)=\int D^{(1)}(X)dX,}
conoceremos a su vez las soluciones de las ecuaciones de Fokker-Planck correspondientes.

## Soluciones estacionarias
Conocida la ecuación de evolución que gobierna el cambio temporal de la densidad de probabilidad podemos estudiar cómo es la forma de la distribución de probabilidad de equilibrio estacionario, esto es, cuando la derivada temporal se anula. En dicho caso, {\displaystyle J=0}, y por lo tanto:
{\displaystyle D^{(1)}(X)P_{st}(X)-{\frac {\partial }{\partial X}}[D^{(2)}(X)P_{st}(X)]=0,}
ergo, se deduce de inmediato que:
{\displaystyle P_{st}(X)={\frac {\zeta }{D^{(2)}(X)}}\exp \left\{\int ^{X}{\frac {D^{(1)}(z)}{D^{(2)}(z)}}dz\right\}=\zeta \,e^{-\Phi (X)}}
siendo {\displaystyle \zeta } una constante de normalización y {\displaystyle \Phi (X)} es el potencial:
{\displaystyle \Phi (X)=-\int ^{X}{\frac {D^{(1)}(z)}{D^{(2)}(z)}}dz+\ln \left[D^{(2)}(X)\right]}
En el caso de Smoluchowski el potencial {\displaystyle \Phi (X)} sabemos que es igual a {\displaystyle V(X)/k_{B}T}, mientras que en el caso en el que la ecuación de Smoluchowski provenga de una transformación como la comentada en el apartado de normalización anterior, entonces {\displaystyle \Phi (X)={\mathcal {V}}(X)/D}, que queda definido salvo constante aditiva por la integral anterior.
De otro lado, el potencial {\displaystyle \Phi (X)} se puede introducir en la corriente de probabilidad {\displaystyle J(X,t)}, quedando:
{\displaystyle J(X,t)=-D^{(2)}(X)e^{-\Phi (X)}{\frac {\partial }{\partial X}}\left\{e^{\Phi (X)}P(X,t)\right\}}
Gracias a esta ecuación podemos tener una expresión de la distribución de probabilidad estacionaria en función de la corriente de probabilidad {\displaystyle J} que es constante:
{\displaystyle P_{st}(X)=\xi \,e^{-\Phi (X)}-J\,e^{-\Phi (X)}\int ^{X}{\frac {e^{\Phi (z)}}{D^{(2)}(z)}}dz}
Como se puede observar, dicha ecuación depende de varias constantes indeterminadas. Una de ellas se podrá calcular mediante la imposición de la condición de normalización:
{\displaystyle \int P_{st}(x)dx=1.}
Las demás constantes deberán calcularse a partir de la imposición de las condiciones de contorno características del problema en estudio.

## Ejemplos
Como se ha visto en el apartado de la ecuación de Smoluchowski y el operador correspondiente, la solución analítica dependiente del tiempo de dicha ecuación diferencial en derivadas parciales no tiene forma analítica por lo general. De hecho, la ecuación de Smoluchowski (cuando decimos esto nos referimos a todas las ecuaciones de Fokker-Planck con coeficientes de difusión y deriva independientes del tiempo) sólo tiene soluciones analíticas para
casos muy especiales de {\displaystyle D^{(1)}{\textrm {~y~}}D^{(2)}}

### Procesos de Wiener
Son procesos estocásticos que quedan descritos por una ecuación de Smoluchowski con {\displaystyle D^{(1)}=0} y {\displaystyle D^{(2)}=D}.

### Procesos de Ornstein-Uhlenbeck
Son procesos estocásticos que quedan descritos por una ecuación de Smoluchowski con {\displaystyle D^{(1)}=-\gamma X} y {\displaystyle D^{(2)}=D}.